# 熱海町上伊豆島
熱海町上伊豆島（あたみまち かみいずしま）は、福島県郡山市の大字である。郵便番号は963-1306。

## 地理
郡山市北西部の熱海地区に属する。北から東にかけ上伊豆島、熱海町安子島、南で待池台、西で熱海町長橋とそれぞれ隣接する。概ね町村制施行以前の安積郡上伊豆島村の流れを汲む地域である。一級水系阿武隈川水系藤田川中流域と北側の丘陵地を主な範囲とする。川沿いの平地に水田が広がり、北側の山裾に集落が位置する。南側の丘陵地は郡山市西部第二工業団地造成に伴い待池台の一部に、北側の丘陵地の一部は郡山西部第一工業団地造成に伴い上伊豆島の一部にとそれぞれ分離された。熱海町熱海一丁目に所在する郡山北警察署熱海駐在所及び熱海町熱海二丁目に所在する郡山消防署熱海分署がそれぞれ管轄にあたる。

### 主な字
字
- 四ツ谷西
- 二升蒔
- 馬立
- 橋下
- 小倉

- 堀向
- 天神前
- 町尻
- 前田
- 上町

- 西畑
- 塚田
- 寺田
- 横峯

### 河川・湖沼
一級水系阿武隈川水系
- 藤田川

## 歴史
- 1879年1月27日 - 二本松藩領上伊豆島村が福島県内における郡区町村制の施行により安積郡の村となる。
- 1889年4月1日 - 町村制の施行により上伊豆島村が下伊豆島村、安子島村、長橋村と合併し安積郡丸守村が発足する。旧上伊豆島村域は丸守村の大字となる。
- 1954年9月1日 - 丸守村が熱海町と合併し、熱海町の大字となる。
- 1965年5月1日 - 熱海町が郡山市、安積郡富久山町、日和田町、田村町、安積町、喜久田村、逢瀬村、片平村、三穂田村、湖南村と合併し新たな郡山市が設立され、郡山市の大字となる。
- 2018年6月23日 - 郡山西部第一工業団地造成に伴う換地処分により一部が上伊豆島として分離される。

## 世帯数と人口
2024年1月1日現在の世帯数と人口は以下の通りである。
| 大字           | 世帯数 | 人口  |
| -------------- | ------ | ----- |
| 熱海町上伊豆島 | 93世帯 | 227人 |

## 小・中学校の学区
市立小・中学校に通う場合、学区は以下の通りとなる。
| 番地 | 小学校                 | 中学校               |
| ---- | ---------------------- | -------------------- |
| 全域 | 郡山市立上伊豆島小学校 | 郡山市立喜久田中学校 |

## 交通

### 道路
- 福島県道29号長沼喜久田線
- 一級市道11号片平町安子島線
- 一級市道72号三穂田熱海線

## 施設
- 郡山市立上伊豆島小学校
- 上伊豆島上館・下館跡
- 熊野神社